# Temistocle Solera
Temistocle Solera (Ferrara, 25 dicembre 1815 – Milano, 21 aprile 1878) è stato un librettista, compositore, poeta, scrittore, impresario teatrale, direttore d'orchestra, diplomatico e funzionario italiano.
Fu autore del libretto del Nabucco.

## Biografia
Temistocle Solera ebbe una vita alquanto movimentata. Apparteneva a una famiglia della borghesia colta progressista; era figlio di Antonio Solera, avvocato e pretore a Iseo, il quale, arrestato nel 1820 assieme a Antonio Oroboni e altri carbonari del Polesine, fu condannato a morte ottenendo poi la commutazione della pena a vent'anni di carcere, parzialmente scontati (fino alla grazia) con una lunga detenzione nella fortezza dello Spielberg. Temistocle Solera poté tuttavia studiare a Vienna a carico dell'Impero Asburgico nel collegio imperiale Maria Teresa. Una sua cugina, Laura Solera, nota filantropa italiana, difese l'onorabilità di Antonio messa a repentaglio dalle memorie di Alexandre-Philippe Andryane.
Temistocle apprese bene la musica e le lettere ma era indisciplinato, e non voleva essere educato dai carcerieri del padre. Così fuggì da scuola per unirsi a dei circensi come acrobata e cavallerizzo. Catturato, venne mandato a completare gli studi al Collegio Longone di Milano. In seguito studiò al Conservatorio composizione, flauto e canto.
Nel 1837 esordì come poeta con I miei primi canti, un esordio amato dalla critica.
Fino al 1845 rimase a Milano e si dedicò prevalentemente all'attività di scrittore, sia in veste di librettista (si ricordano i cinque libretti scritti per Giuseppe Verdi) sia come romanziere (del 1842 è il suo unico romanzo, il larmoyant Michelina - Scena milanese del 1836).
Solera si trasferì quindi in Spagna, lavorando da impresario nel mondo teatrale in varie città, e componendo l'opera La hermana de Pelayo e un poema storico intitolato La toma de Loiò. Scrisse inoltre due libretti (Ildegonda e La conquista di Granata) per Emilio Arrieta, più tardi direttore del conservatorio madrileno.
A Madrid riuscì a divenire consigliere della regina Isabella II, iniziando così la sua carriera diplomatica, che nel 1859 lo riportò in Italia dove, in pieno Risorgimento, tramite conoscenze altolocate divenne il corriere segreto tra Napoleone III di Francia, Vittorio Emanuele II di Savoia e Camillo Cavour. Nel 1860 fu nominato delegato di polizia in Basilicata con l'incarico di sconfiggere la piaga del brigantaggio, compito che eseguì facendo uccidere molti briganti. Per i suoi meriti divenne questore di Firenze, poi di Palermo e di Bologna. Successivamente accettò l'invito del Kedivè d'Egitto ad organizzare la polizia locale; Solera si trasferì quindi a Il Cairo, dove tornò anche a comporre. Con il denaro guadagnato in Egitto cambiò totalmente vita, trasferendosi a Parigi a fare il mercante e antiquario d'arte, senza però avere successo.
Negli ultimi anni di vita tornò a Milano, dove morì, la mattina di Pasqua del 1878; i funerali furono celebrati il giorno seguente al Cimitero Monumentale di Milano.

## Opere e stile
Temistocle Solera è ricordato soprattutto per la sua attività di librettista. Si dedicò anche alla composizione musicale e pare abbia avuto esperienze di direttore d'orchestra. Esordì molto giovane come poeta e scrittore di romanzi, dopo aver effettuato studi letterari e musicali. Fu politicamente impegnato nella corrente neoguelfa.
Tra il 1840 e il 1845 scrisse quattro opere su libretto proprio, che non raccolsero il successo sperato. Conquistò la notorietà grazie alla collaborazione con Giuseppe Verdi, per il quale scrisse i libretti di Oberto, Conte di San Bonifacio (1839), Nabucco (1842), I Lombardi alla prima crociata (1843), Giovanna d'Arco (1845) e Attila (1846).

## Opere (come compositore)
- Ildegonda (1840)
- Il contadino d'Agliate (1841) (seconda versione: La fanciulla di Castelguelfo - 1842)
- Genio e sventura (1843)
- La hermana de Pelayo (1853), prima opera spagnuola creata al Gran Teatre del Liceu di Barcelona.

## Libretti
- Oberto, Conte di San Bonifacio (Giuseppe Verdi, 1839)
- Gildippe ed Odoardo (Otto Nicolai, 1840)
- I Bonifazi ed i Salinguerra (Achille Graffigna, 1842)
- Galeotto Manfredi (Hermann, 1842)
- Nabucco (Giuseppe Verdi, 1842)
- I Lombardi alla prima crociata (Giuseppe Verdi, 1843)
- Giovanna d'Arco (Giuseppe Verdi, 1845)
- Attila (Giuseppe Verdi, 1846)
- Ildegonda (Temistocle Solera, 1840; Emilio Arrieta, 1846; Melesio Morales, 1866))
- La conquista di Granata (Emilio Arrieta, 1850)
- La fanciulla delle Asturie (Benedetto Secchi, 1856)
- Sordello. L'opera prenderà il titolo L'Indovina il carnevale del 1862 (Antonio Buzzi, 1856; Salvador Giner Vidal; 1870)
- Pergolese (Stefano Ronchetti-Monteviti, 1857)
- Vasconcello (Angelo Villanis; 1858)
- Una notte di festa (Angelo Villanis, 1859)
- L'espiazione (Achille Peri, 1861)
- Zilia (Gaspar Villate, 1877)

## Altro
- I miei primi canti, poesie (1837)[5]
- Michelina, romanzo (1842);  Michelina, Roma, NeoClassica, 2016, ISBN 978-88-9374-004-3.

- La toma de Loiò, poema